# Langdysse von Laagerup
Der Langdysse von Laagerup (auch Lågerup) liegt östlich von Herritslev auf der dänischen Insel Lolland. Die Megalithanlage der Trichterbecherkultur (TBK) entstand zwischen 3500 und 2800 v. Chr.

## Beschreibung
Das etwa 2,0 m hohe Langbett ist an der breitesten Stelle etwa 14,0 m breit. Das Nordwest-Südost-orientierte Langbett ist am schmaleren Nordende vielleicht durch Pflügen verkürzt worden. Die Hügelverjüngung erfolgt gleichmäßig in Richtung Norden. Heute liegt die breiteste Stelle in der Mitte des Hügels.
Etwa 6 m nördlich des Südenendes liegt der große Dolmen. Die Kammer besteht aus sechs Orthostaten und zwei Decksteinen. Vom Gang sind keine Spuren erhalten. Die Kammer des erweiterten Dolmens misst etwa 2,5 m × 1,0 m. Die Tragsteine sind aus unterschiedlichem Material: einer ist sehr grob-, der andere sehr feinkörnig. Zwischen den Orthostaten liegt loses Geröll. 21 umgestürzte und teilweise im Erdreich verborgene Randsteine des Hügels sind erhalten. Es ist ungewiss, ob der Hügel abgepflügt wurde. Das trapezoide Langbett ist das auffälligste seiner Art auf Lolland.

Langdysse von Laagerup
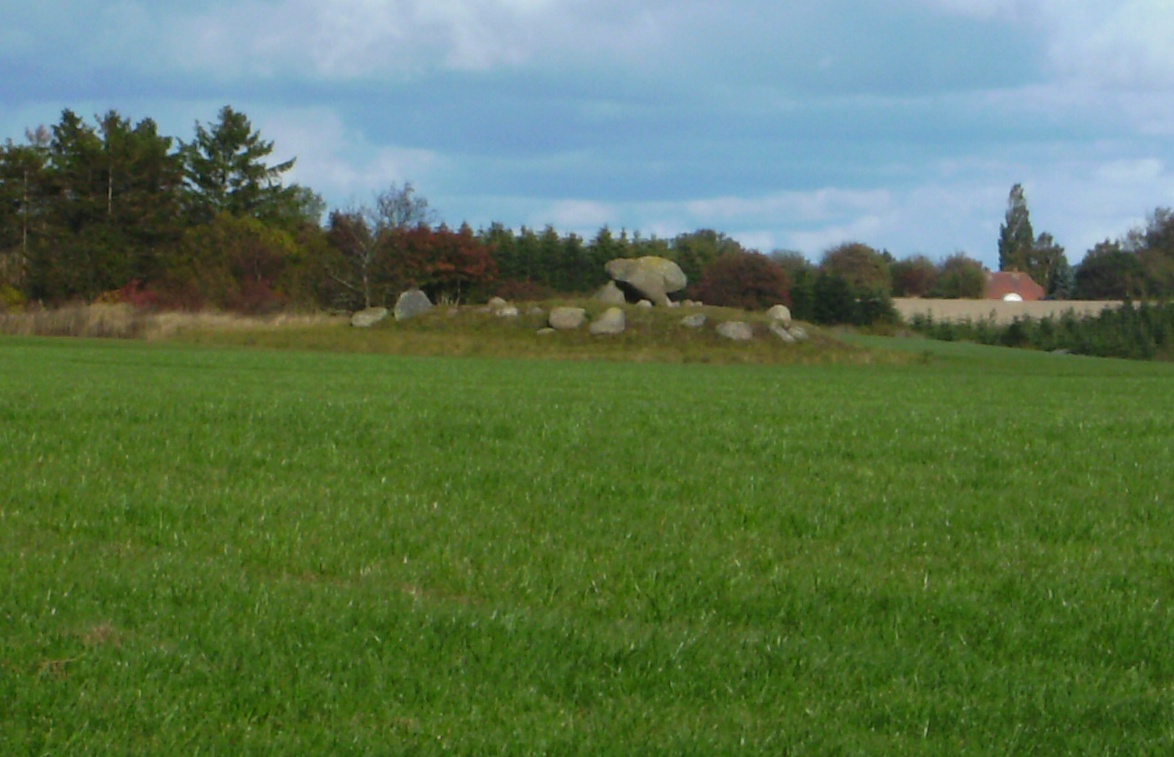
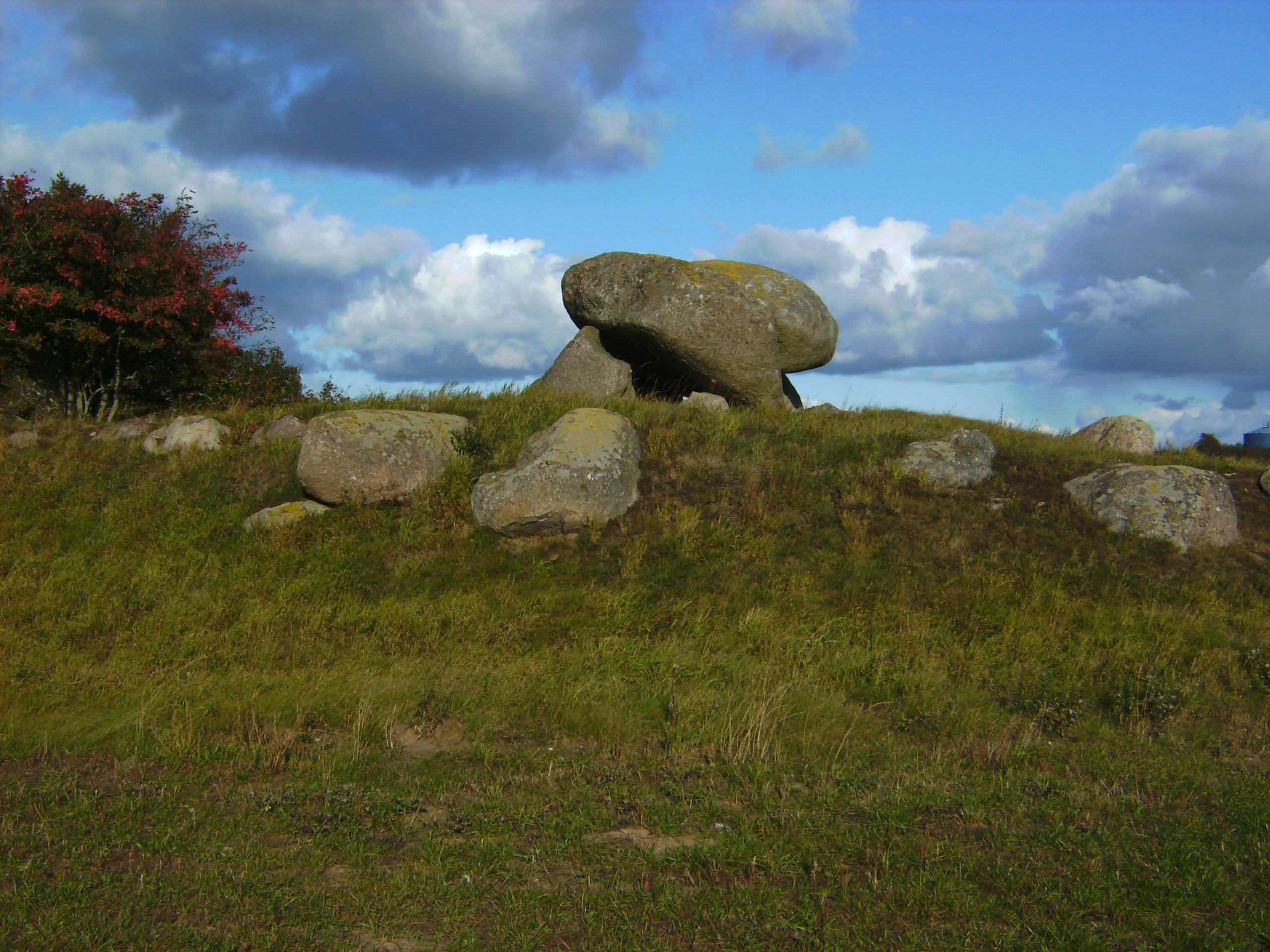
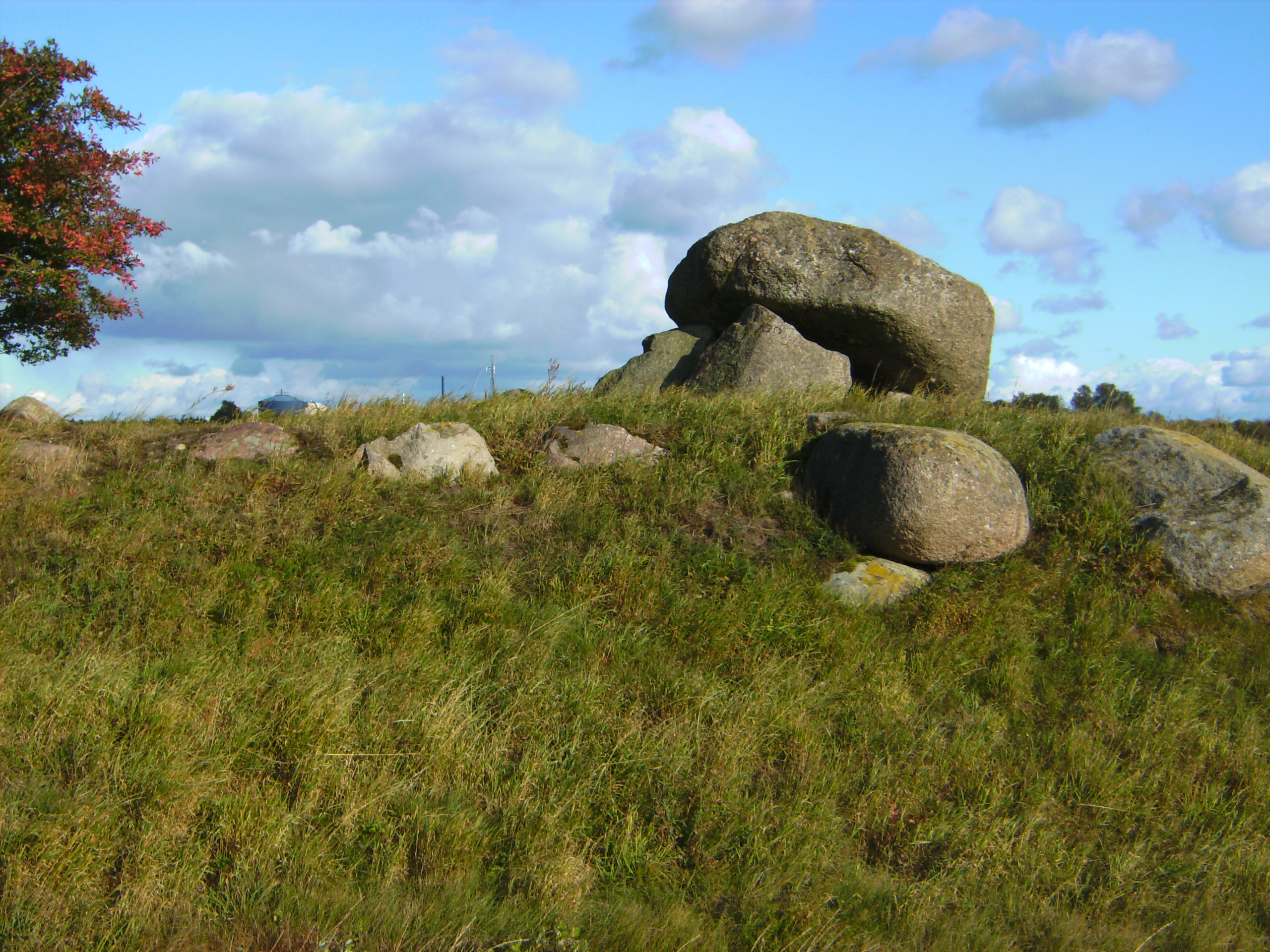